# Михаэлидес, Алекс
Алекс Михаэлидис (англ. Alex Michaelides; 4 сентября 1977) — британский сценарист и писатель кипрского происхождения, пишущий в жанре триллер.

## Биография
Родился на Кипре от отца-грека и матери-англичанки. Изучал английскую литературу в Тринити-колледже Кембриджского университета. Имеет степень магистра английской литературы Кембриджского университета и степень магистра сценария Американского института кино в Лос-Анджелесе.
Изучал психотерапию три года и два года работал в безопасном отделении для молодых и взрослых. Он уволился, так как хотел сосредоточиться на литературе. Эта работа послужила материалом и вдохновением для его дебютного романа «Безмолвный пациент».

## Творчество
Дебютный роман «Безмолвный пациент» стал бестселлером № 1, по версии New York Times, в твердой обложке за первую неделю и стал самым продаваемым дебютом в твердом переплете в США в 2019 году. В течение семи недель он входил в десятку бестселлеров Sunday Times. На Amazon.com эта книга заняла 2-е место в списке самых продаваемых художественных книг в 2019 году и стала триллером номер один в 2019 году. Он также получил награду Goodreads Choice Award за лучший детектив и триллер 2019 года. Был выбран Книжным клубом Ричарда и Джуди и Книгой месяца по версии The Times. Он был номинирован на премию Барри за лучший дебют и Книгу года Барнса и Нобла.
Второй роман «Девы» представляет собой психологический детектив о серии убийств в Кембриджском колледже.
Также является автором сценария фильма «Дьявол, которого вы знаете» 2013 года с Леной Олин, Розамунд Пайк и Дженнифер Лоуренс в главных ролях, а также соавтором сценария «Мошенничество» 2018 года с Умой Турман, Тимом Ротом, Паркер Поузи и Софией Вергара в главных ролях. Оба фильма получили в  основном негативные оценки критиков.